# Nagate (városvilág)
Nagate László Zoltán regényének címadó városvilága.

## Kultúrák
Nagate világát rég letűnt istenek építették, kiknek alakja a várost benépesítő fajok kultúrájaként változik. A városvilág több negyedre különül el, melyekről általánosságban elmondható, hogy egy-egy fajnak ad otthont, a lakatlan és vad negyedek kivételével. A fajok többsége hasonlít a földi mitológia lényeihez, mint a törpök, tündék, küklópszok, orkok, míg akadnak egzotikusabb teremtmények is. A népekben közös, hogy halhatatlanok (vagyis felfoghatatlanul hosszú ideig élnek), képesek a mágia használatára, valamint görcsösen ragaszkodnak a saját mítoszaikhoz, vallásukhoz, mint megingathatatlan igazsághoz. Az előző kettő alól kivételt jelentenek Nagate emberei.
Az emberek Nagatén csak a közelmúltban tettek szert politikai hatalomra, köszönhetően annak, hogy a Földről egy kutató és gyarmatosító csapat érkezett egy emberöltővel ezelőtt. A Nagatén őshonos emberek eddig az eseményig csak másodhegedűs szerepet játszottak, lévén a többi fajjal ellentétben nem részesültek a hosszú élet és a mágiahasználat által jelentette előnyökben.
A kocka a földi emberek érkezésével fordult, akik kötelességüknek tartották, hogy felkarolják nagatéi "testvéreiket", és technikájuk, valamint propagandájuk segítségével Nagate egyik legjelentősebb hatalmává tették Kapu emberkirályságát. Az idők során azonban Kapu egy katonai diktatúrává változott, ahol tényleges beleszólásuk a földieknek van, a nagatei emberek királya nem több báburalkodónál.
Kapu területén megelevenedni látszik az ipari forradalom világa, annak minden árnyoldalával, ahol a mesevilág munkásait kihasználva dolgoztatják, akiket Föld csodáival (cigaretta, csokoládé, harisnya, drog) csalogattak el földjeikről.
Egyesek szerint a földiek beavatkozása Nagate rendjébe (akár a kapunyitással, akár ezzel az új keletű fogyasztói társadalommal) idézte elő a Felbomlást.

## Sajátosságok
A városvilág sajátos törvényekkel rendelkezik: az utcák folyamatosan változnak, így egy út vezethet egy olyan negyedbe, amelyik elméletileg Nagate másik végében van, vagy akár visszafuthat saját magába. Ezek folyamatosan változnak, és csak az által lehet megőrizni az általunk megtett utat, ha térképet rajzolunk róla. A lerombolt házak egy éjszaka leforgása alatt újjáépülnek, kivéve, ha a területet sóval hintjük fel; ennek következtében Nagatében nincsenek nyílt területek.
Nagate világában nem működnek a számszeríjnál bonyolultabb fegyverek, ahogy nagy általánosságban a XX. századi technika sem, vagy bármi, ami meghaladja a Gőzkor fejlettségét.
Az éjszakai égbolton két hold látható, egy nagy, mely hatalmas karácsonyfadíszre emlékeztet, és egy kicsi, mely felkeléskor fényesen lobban fel.

## Regények
- László Zoltán: Nagate, Deltavision, 2005
- László Zoltán: Nulla pont, Metropolis Media, 2009